# Бурцева Тетяна Дмитрівна
Тетяна Дмитрівна Бурцева (нар. 12 березня 1956) — українська радянська діячка, фрезерувальниця Харківського тракторного заводу імені Серго Орджонікідзе. Депутат Верховної Ради СРСР 11-го скликання.

## Біографія
Освіта середня: закінчила професійно-технічне училище. Член ВЛКСМ.
З 1972 року — фрезерувальниця інструментального цеху Харківського тракторного заводу імені Серго Орджонікідзе.
Потім — на пенсії в місті Харкові.

## Родина
Чоловік — Анатолій Бурцев. Дочки — Лілія та Юлія.

## Нагороди
- орден Трудової Слави ІІІ ст.